# Polypedilum longicrus
Polypedilum longicrus är en tvåvingeart som beskrevs av Jean-Jacques Kieffer 1921. Polypedilum longicrus ingår i släktet Polypedilum och familjen fjädermyggor. Inga underarter finns listade i Catalogue of Life.